# Коса Беляка
Коса Беляка — песчано-галечная коса, отделяющая Колючинскую губу от акватории Чукотского моря. Находится на территории Чукотского района Чукотского автономного округа России.
Названа в 1913 году Гидрологической экспедицией Северного Ледовитого океана в память Владимира Степановича Беляка — трагически погибшего от нечастного случая при гидрологических работах и похороненного здесь 25 сентября 1913 года кочегара ледокольного транспорта «Таймыр».

## Физико-географическая характеристика
Берега косы образованы морской галькой и песком, завалены плавником. Она разделена узкой лагуной Беляка на две части — северную и южную. В северной части вдоль внешнего края косы протянулась высокая песчаная гряда, образующая береговой вал, за которым расположена полоса сухой ворони́чной (покрытой ворони́чниками — зарослями вороники, или водяники) тундры. С удалением от прибойной полосы галечные пляжи трансформируются в задернованные равнины. Плоские участки чередуются с грядами песчаных дюн и сырых западин. В западной части находятся крупные пресные карстовые озёра в окружении множества маленьких солёных водоёмов. На востоке коса выходит на восточное побережье Колючинской губы.
Климат в районе косы Беляка субарктический, с продолжительной холодной и ветреной зимой. Лето холодное, сырое, часты туманы; в складках рельефа залегают снежники. Озёра начинают замерзать здесь в конце сентября. Годовая сумма осадков — около 300 мм.

## Орнитофауна
На территории косы с 1973 года ведутся постоянные орнитологические и метеорологические наблюдения.
В пределах косы Беляка отмечено 90 видов птиц, из них гнездящихся — 60, среди которых многочисленны краснозобые гагары, гуси-белошеи, шилохвости, серебристые чайки, кулики, морянки. Здесь обитает эндемик, один из самых редких куликов мира, занесённый в Красную книгу России — кулик-лопатень. Также тут впервые в Азии зарегистрировано гнездование североамериканского малого песочника.